# Bachant
Bachant ist eine französische Gemeinde mit 2.246 Einwohnern (Stand: 1. Januar 2022) im Département Nord in der Region Hauts-de-France. Sie gehört zum Arrondissement Avesnes-sur-Helpe und zum Kanton Aulnoye-Aymeries. Die Einwohner werden Pontois genannt.

## Geographie
Bachant liegt etwa 14 Kilometer südsüdwestlich von Maubeuge im Regionalen Naturpark Avesnois an einer Flussschlinge der Sambre. Umgeben wird Bachant von den Nachbargemeinden Saint-Remy-du-Nord im Norden und Nordosten, Limont-Fontaine im Osten, Écuélin im Südosten, Saint-Remy-Chaussée im Süden, Aulnoye-Aymeries im Westen sowie Pont-sur-Sambre im Nordwesten.

## Bevölkerungsentwicklung
| Jahr                       | 1962 | 1968 | 1975 | 1982 | 1990 | 1999 | 2006 | 2012 | 2020 |
| Einwohner                  | 2568 | 2750 | 2692 | 2534 | 2498 | 2368 | 2400 | 2392 | 2276 |
| Quellen: Cassini und INSEE |      |      |      |      |      |      |      |      |      |

## Sehenswürdigkeiten
- Kirche Saint-Géry aus dem Jahre 1718
- Calvaire
- Kapelle Saint-Antoine-de-Padoue

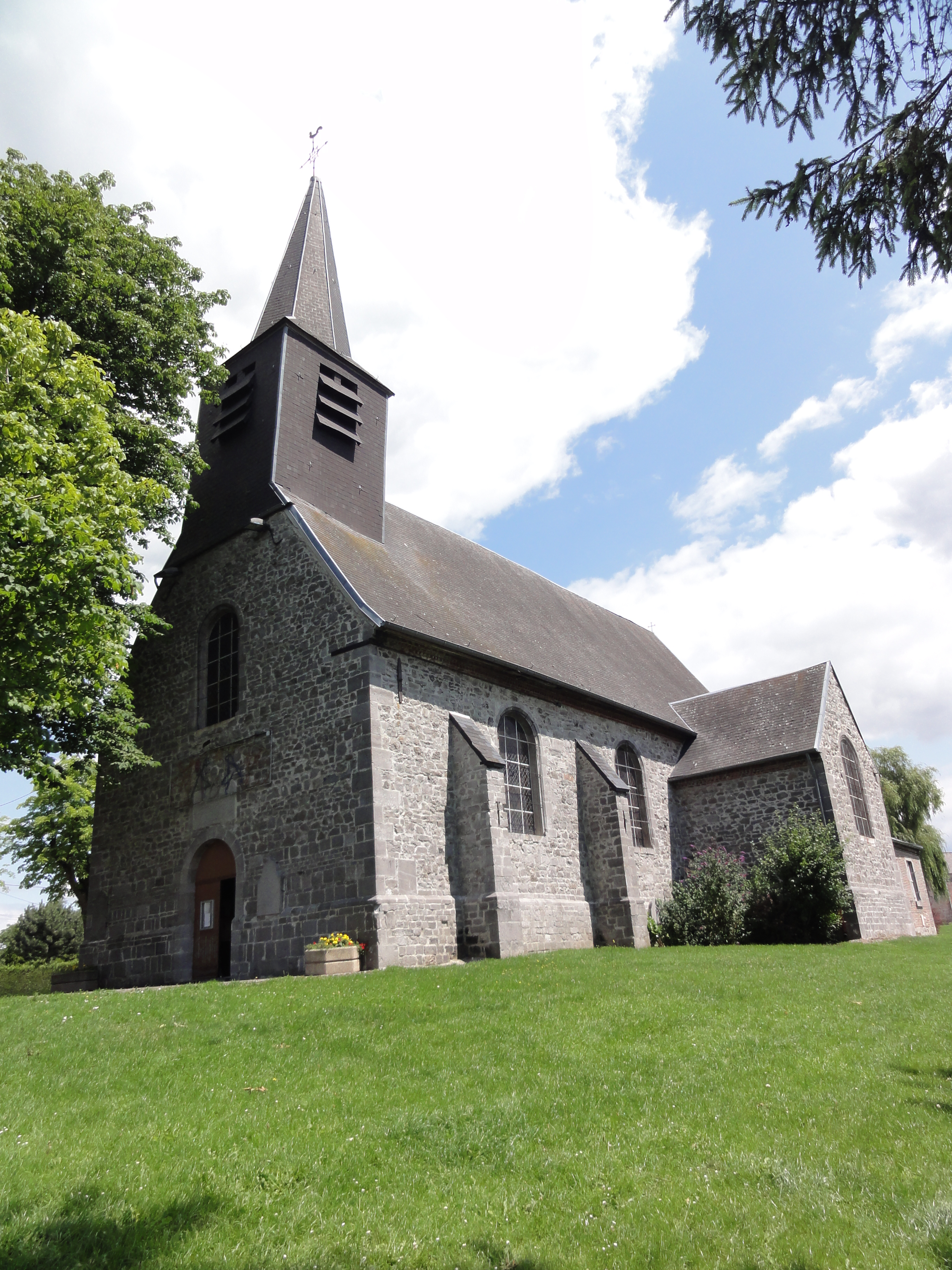
Kirche Saint-Géry
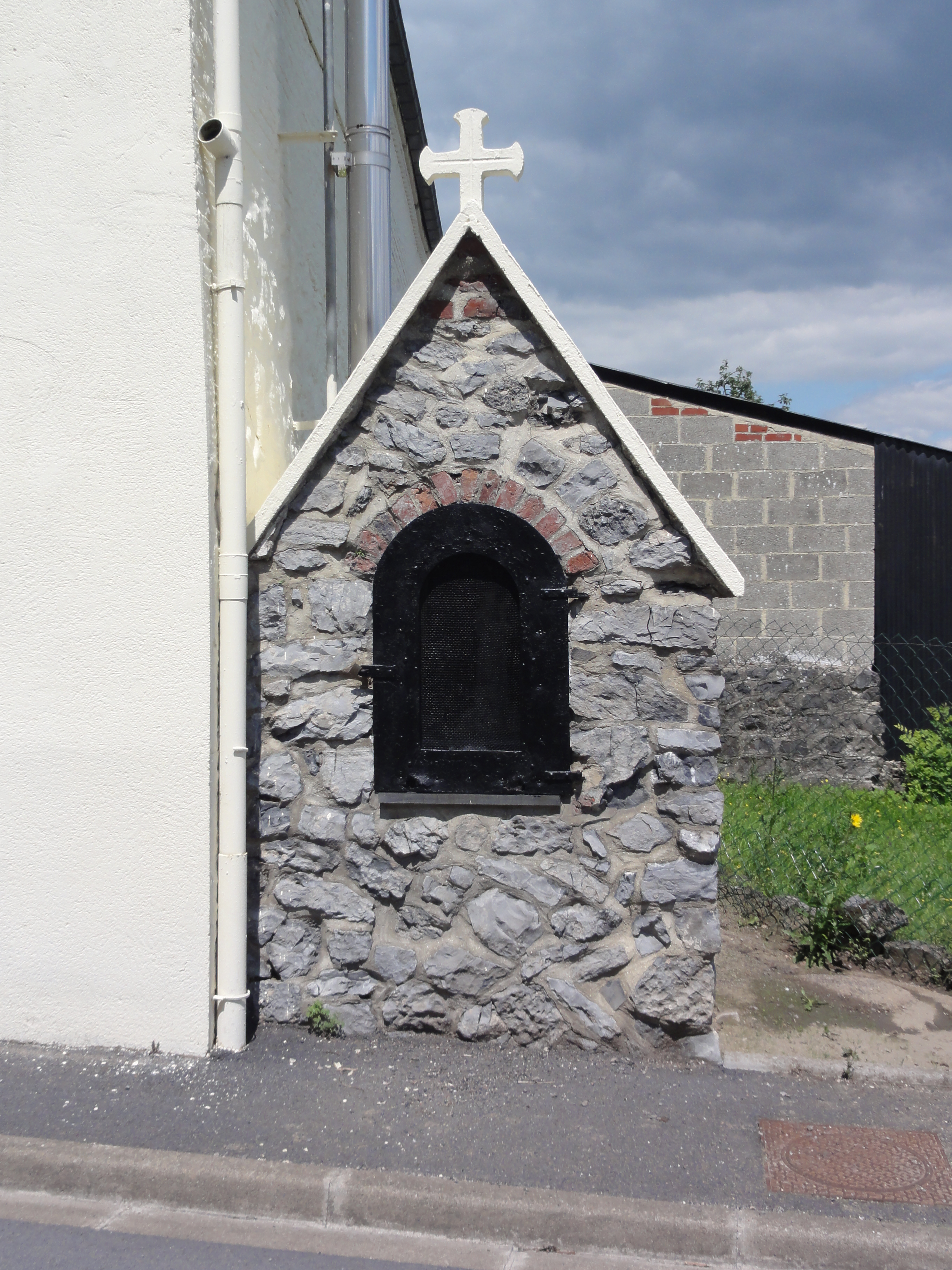
Kapelle Saint-Antoine-de-Padoue
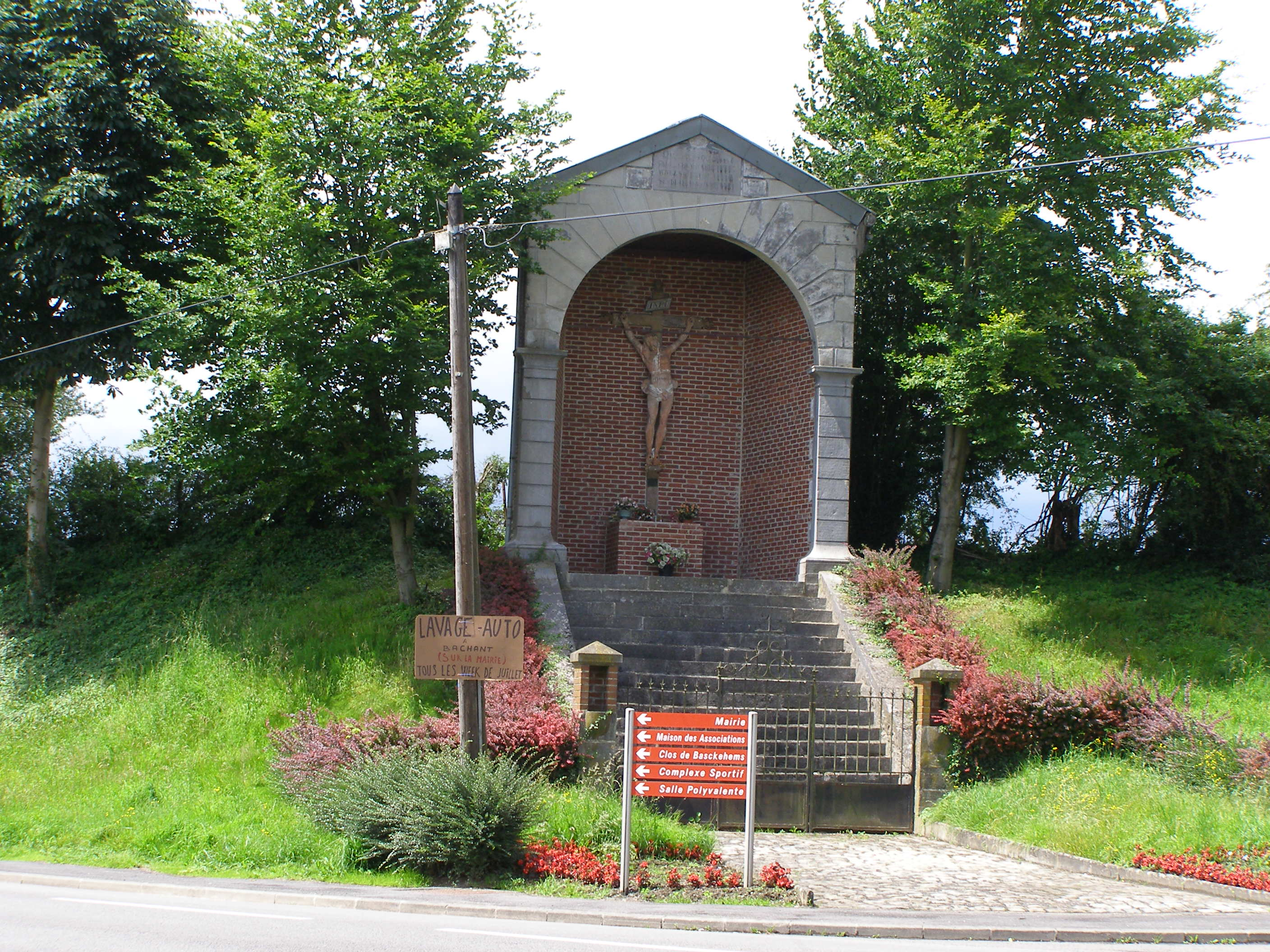
Calvaire
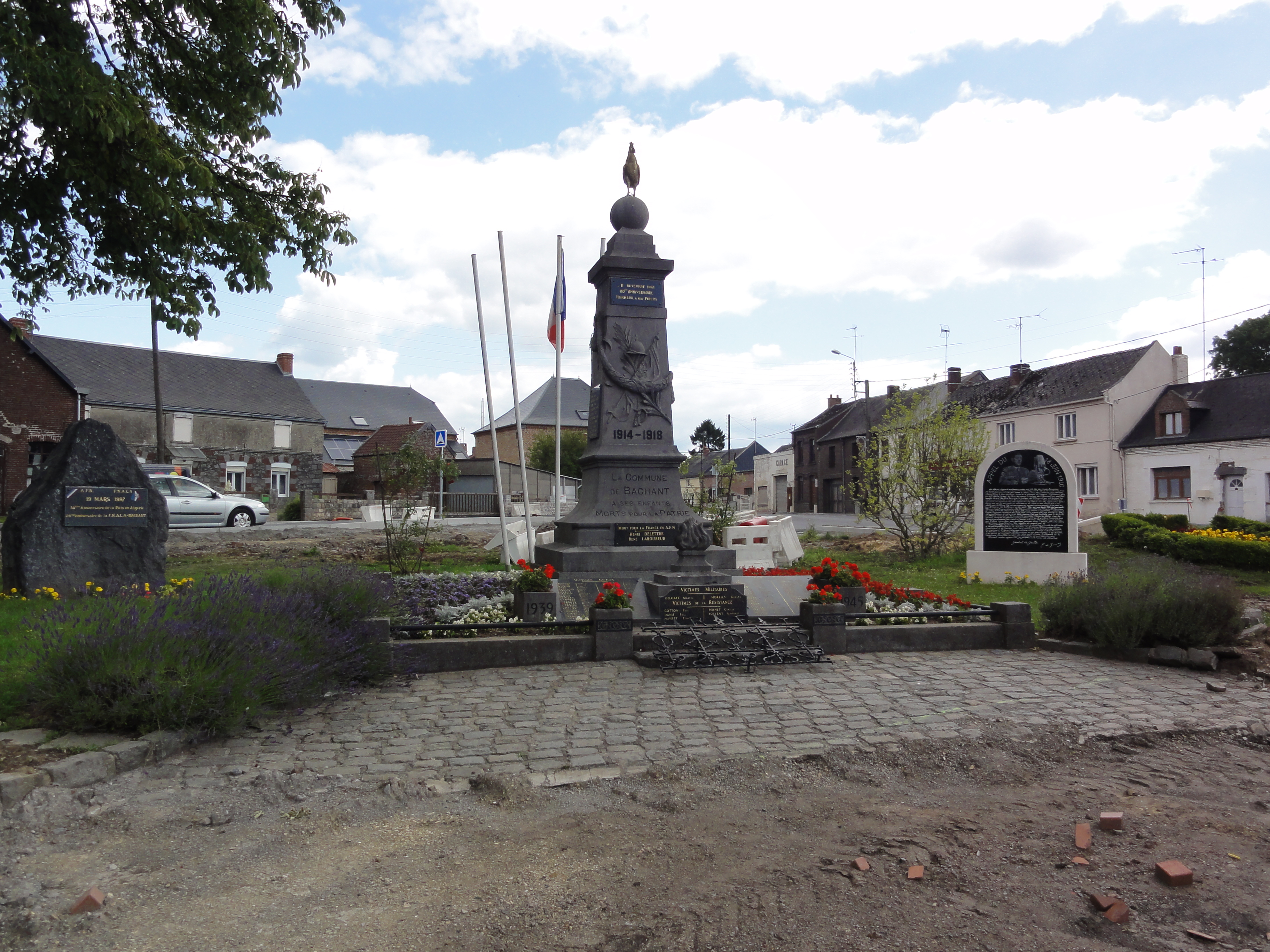
Gefallenendenkmal

## Gemeindepartnerschaft
Mit Gernrode, einem Ortsteil der deutschen Stadt Quedlinburg in Sachsen-Anhalt, besteht eine Partnerschaft.